# Network Control Protocol
Network Control Protocol (ネットワーク・コントロール・プロトコル、NCP) は Point-to-Point Protocol (PPP) の上のプロトコルであり、PPPの上位で動作するネットワーク層プロトコルのオプションを調停するために使用される。
Network Control Protocol には、インターネットプロトコル のための Internet Protocol Control Protocol 、IPX プロトコルのための Internetwork Packet Exchange Control Protocol 、AppleTalk プロトコルのための AppleTalk Control Protocol が含まれる。